# Луна (Клуж)
Луна (рум. Luna) — село у повіті Клуж в Румунії. Входить до складу комуни Луна.
Село розташоване на відстані 285 км на північний захід від Бухареста, 38 км на південний схід від Клуж-Напоки.

## Населення
За даними перепису населення 2002 року у селі проживала 2421 особа.
Національний склад населення села:
| Національність | Кількість осіб | Відсоток |
| -------------- | -------------- | -------- |
| румуни         | 2347           | 96,9%    |
| цигани         | 46             | 1,9%     |
| угорці         | 26             | 1,1%     |

Рідною мовою назвали:
| Мова      | Кількість осіб | Відсоток |
| --------- | -------------- | -------- |
| румунська | 2398           | 99,0%    |
| угорська  | 19             | 0,8%     |